# Viking Ringheim
Viking Ringheim (* 2. April 1880 in Kopenhagen; † 2. Oktober 1954 ebenda) war ein dänischer Schauspieler.

## Leben
Viking Ringheim wuchs als Sohn von Henrik Ringheim (1853–1921) und dessen Frau Vilhelmine Fjeldsøe (1851–1911) gemeinsam mit sieben Geschwistern in Kopenhagen auf, wo er zeitlebens wohnte. Sein Zwillingsbruder Arvid Ringheim war ebenfalls als Schauspieler tätig.
Nach seinem Schulabschluss absolvierte er von 1898 bis 1902 seine Schauspielausbildung an der Eleveskole des Königlichen Theaters Kopenhagen, wo er auch als Darsteller sein Bühnendebüt hatte. Er trat als Bühnendarsteller in zahlreichen Theaterstücken, Operetten, Musicals, Varieté-Shows und Kabarett-Programmen mit, so unter anderem auch am Odense Teater, am Aarhus Teater, am Theater Helsingør, am Betty-Nansen-Theater, am Frederiksberg-Theater oder im Tivoli. Von 1907 bis 1944 wirkte er als Schauspieler vor der Kamera in mehr als 20 Film-und-Fernsehproduktionen mit, darunter auch in einigen Stummfilmen.
Ringheim war zweimal verheiratet. Beide Ehen blieben kinderlos. Er starb im Oktober 1954 im Alter von 74 Jahren. Seine Grabstätte befindet sich auf dem Kopenhagener Garnisons-Friedhof.

## Filmografie (Auswahl)
- 1908: Rosen
- 1912: Eine Dollarprinzessin
- 1913: Herzenhandel
- 1920: Skomakarprinsen
- 1944: Biskoppen